# Tren sense vies

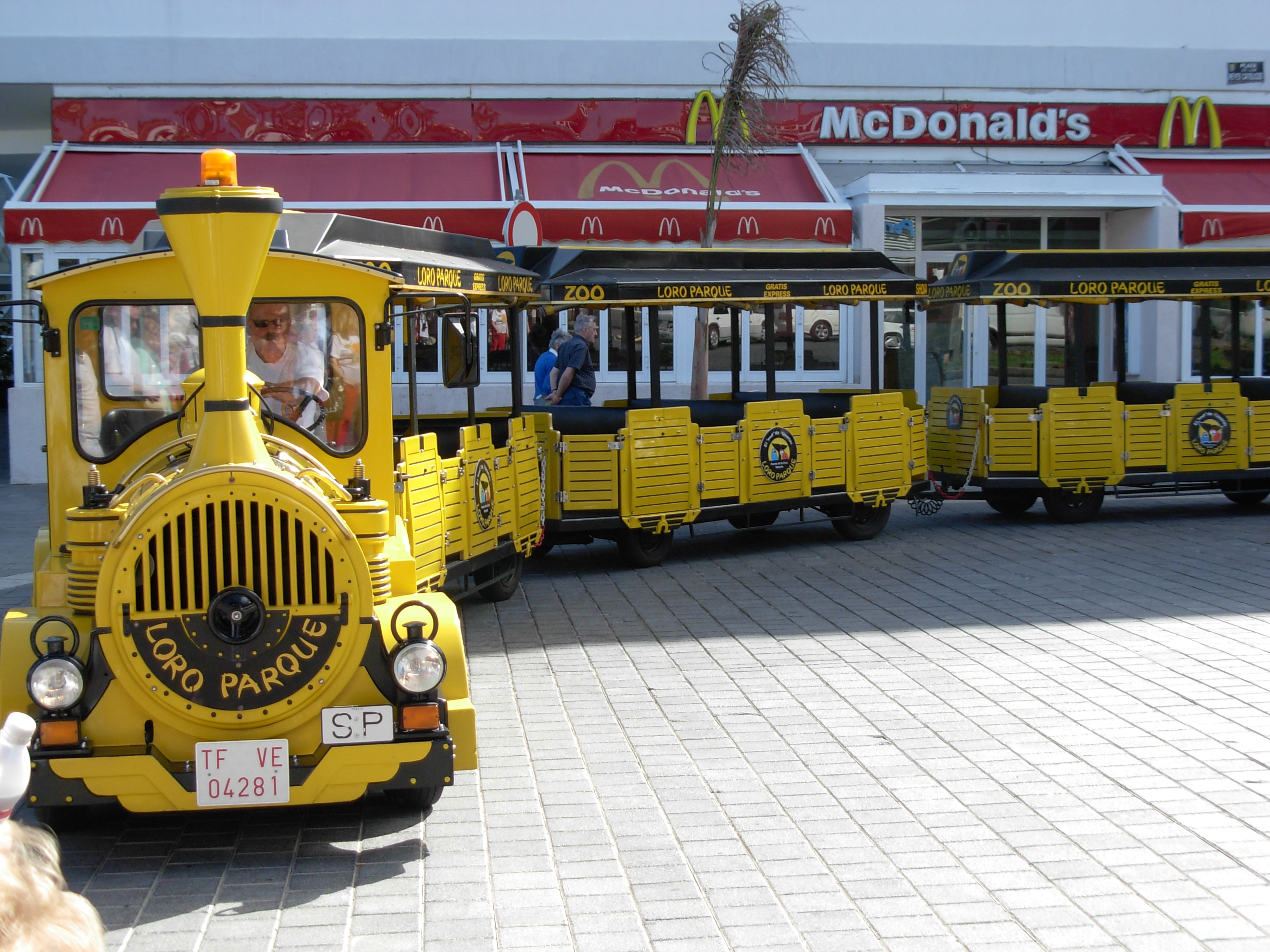
Un tren sense vies per a turistes a Tenerife

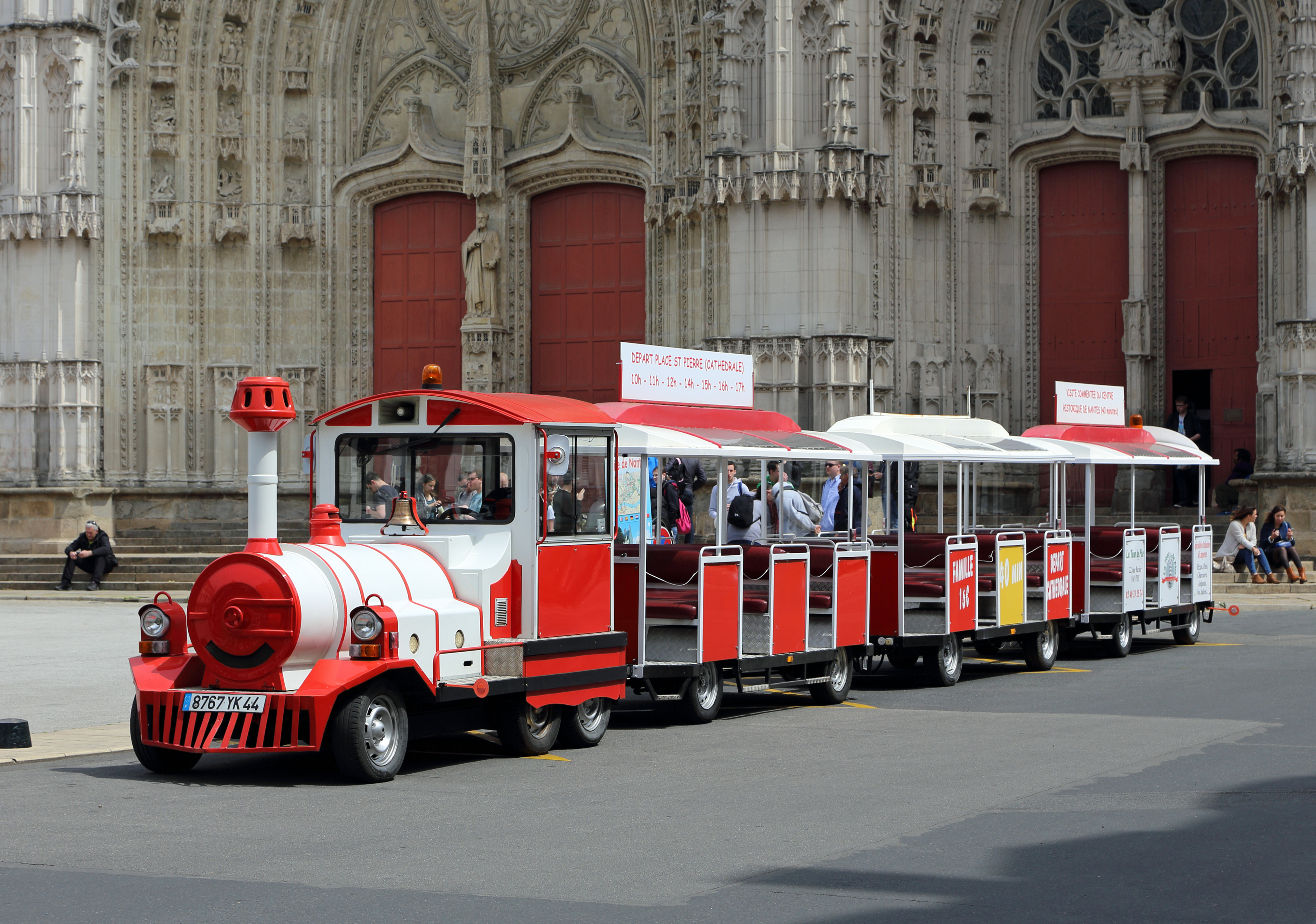
Tren de carretera turístic a Nantes, França

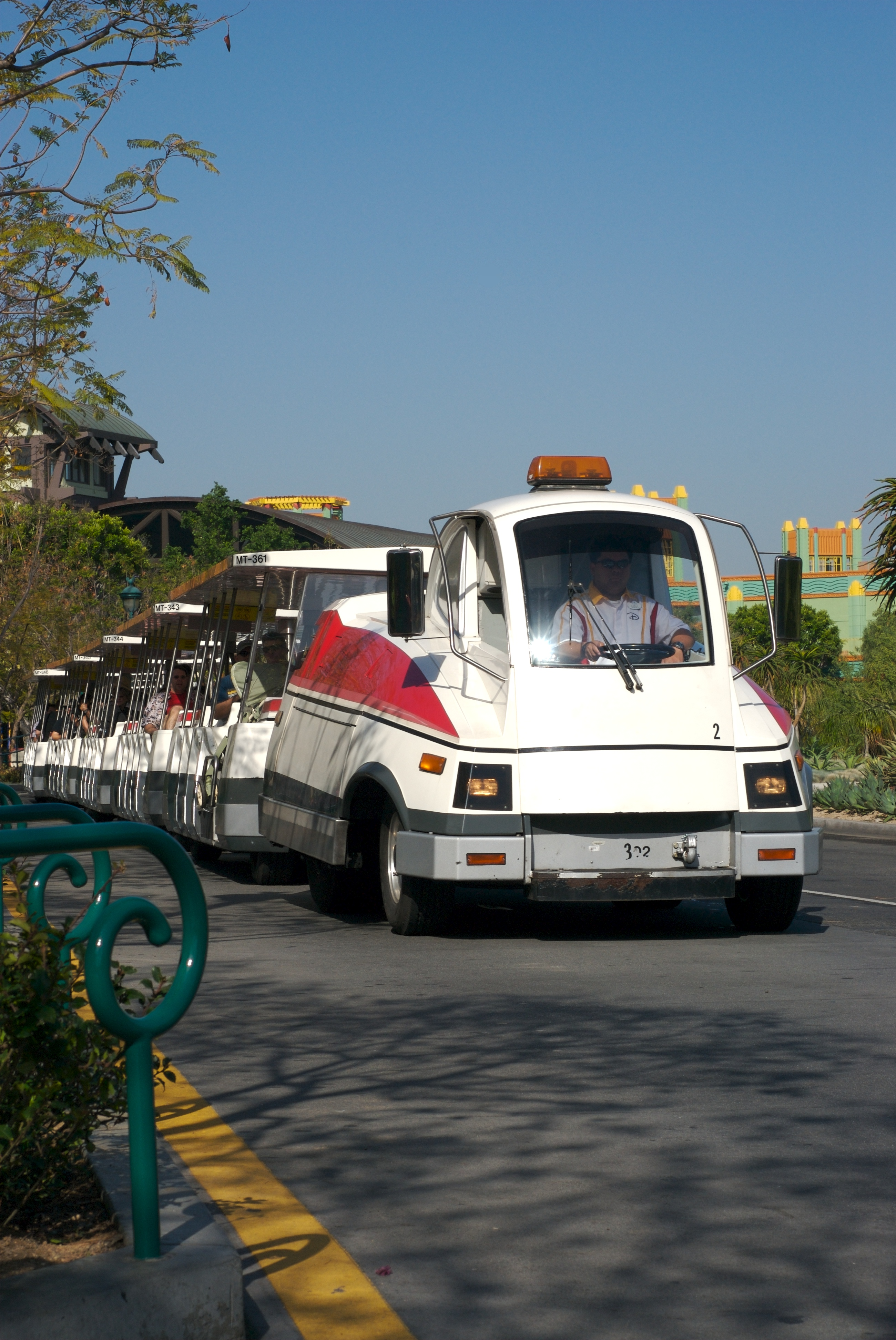
Aparcant tramvia de parcel·la a Disneyland, Califòrnia

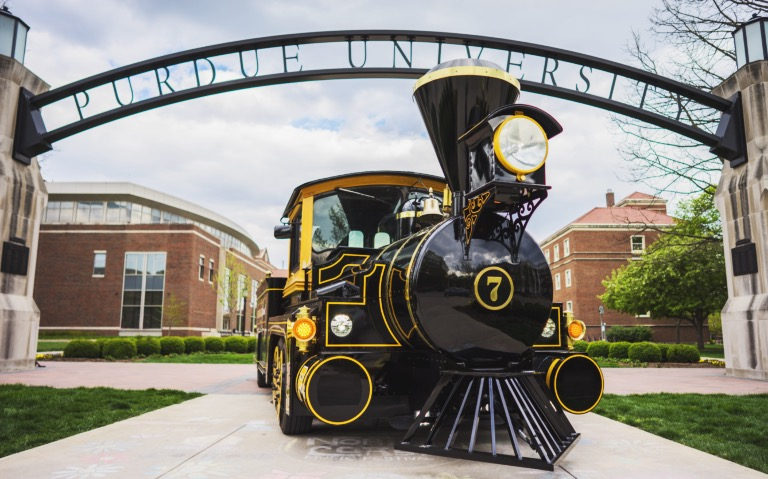
Boilermaker Special, tren sense vies mascota de la Universitat de Purdue

Un tren sense vies, tren de carretera, o tren Wattman, - és un vehicle articulat utilitzat per al transport de passatgers, que consta d'un vehicle de conducció que arrossega un o més vagons acoblats, formant un tren de ferrocarril que circula per la carretera o pels carrers d'una població.
Vehicles similars s'utilitzen per a transport de càrrega o equipatge en distàncies curtes, com ara una fàbrica o un aeroport.

## Terminologia
Els termes tren sense vies o tren de carretera són descriptius i els distingeixen dels tradicionals trens sobre vies. Els termes de tren Wattman i Deltrain són generalitzacions de marques de fabricants d'aquest tipus de tren. Els trens d'estacionament són comuns als E.U.A., el seu nom expressa la funció de transportar gent des de i fins a les seves zones d'estacionament.
La manca d'un nom genèric àmpliament acceptat per a aquests trens sovint porta a l'adopció de sobrenoms com a trens de carretera o tramvies sense rails, encara que aquest darrer terme té un altre significat.

## Tecnologia
Un tren sense vies consta d'una unitat tractora que arrossega un nombre de remolcs articulats a la manera d'una locomotora de tren de ferrocarril. La unitat de tracció pot ser moguda per un motor de combustió interna o un motor elèctric.
En aquests transports hi poden anar assegudes entre 6 i 40 persones, i n'hi ha amb sostre o sense i amb costats oberts o tancats. Alguns dissenys oberts tenen tendals de lona o bé sostres de plàstic.

### Acoblaments
Els trens llargs de més de 3 vagons requereixen acoblaments especialment dissenyats perquè els vagons segueixin el més fidelment possible el trajecte de la unitat tractora. Amb acoblaments en una corba comuns els successius vagons passen cada cop més a prop de la cantonada que haurien d'envoltar. Els vagons de trens sense via han de tenir quatre rodes dirigibles de manera que totes quatre maniobren juntes mantenint el radi de gir. Els acoblaments solen pivotejar al vagó davanter i estar rígidament lligats a gir de les rodes davanteres.
De manera més simple es poden acoblar vagons d'un eix i dues rodes, amb un acoblament pivotant exactament al punt mitjà entre vagons. Aquest tipus d'acoblament evita el mecanisme de maniobra a cada vagó, però és molt inestable, ocasionant oscil·lacions en la formació fins i tot quan s'avança recte. Per això, el seu ús està restringit en joguines.

## Usos públics
Els trens sense via són principalment utilitzats per al transport de turistes. Solen ser serveis d'enllaç entre estacions, unint atraccions com ara museus i zoològics o altres destinacions turístiques amb àrees cèntriques. Sovint el tren en si mateix és una atracció turística, oferint passejades al llarg de rutes escèniques.
A la ciutat suïssa de Gruyères, un tren sense vies és l'únic vehicle permès als carrers de vianants. Un tren similar s'empra per transportar l'alumnat entre l'estació de tren i el campus de la Universitat d'Alcalá.
Els trens sense vies són molt populars com a entreteniment per a nens. Els trens per a aquest propòsit solen ser més petits i amb menys potència. En alguns països a Europa un minibus Volkswagen normalment porta tres acoblats amb 38 passatgers.

## Usos privats
Els trens sense via s'utilitzen per a clients en parcs de diversions, tant com a transport dins del parc, per a estacionaments i per a passejades. Un cas particularment pesat és el tram dels estacionaments dels Parcs de Disney. Disneyland té 16 d'aquests trens, Disney World en té 28. Universal i altres parcs temàtics també utilitza trens sense via en la seva atracció Studio Backlot Tour.

## Aspecte
Mentre alguns trens sense vies tenen aspecte funcional o modern, altres es construeixen amb carrosseria falsa i es pinten per semblar trens de vapor del segle xix. Altres presenten una pintura decorativa o divertida per a nens.
Les similituds entre trens ambientats de forma totalment diferent de vegades es deuen a que provenen del mateix fabricant.

## Trens d'equipatge dels aeroports
Utilitzats en terminals d'aeroport per transportar equipatge als avions, fan servir un mecanisme de direcció propis dels trens sense via llargs, i les seves unitats tractores estan dissenyades per ser desenganxades amb facilitat i usades amb altres propòsits.